# Floorball Köniz
Floorball Köniz Bern ist ein Schweizer Unihockeyverein, der in der höchsten Schweizer Spielklasse der Männer, der Unihockey Prime League, mitspielt. Floorball Köniz wurde 1998 durch eine Vereinsfusion gegründet und ist zweifacher Schweizer Meister (2018, 2021), dreifacher Cupsieger (1999, 2008 und 2016) sowie dreifacher Vize-Schweizermeister (2008, 2013 und 2016).

## Geschichte

### UHC Köniz (Vorgängerverein)
Aus einer Kollegentruppe, die vor der Klubgründung in den elterlichen Hinterhöfen Strassenhockey spielte, entstand auf Initiative von Vater Othmar und Sohn Beat Gross am 18. Oktober 1984 der UHC TLS Köniz. Nachdem die 1. Mannschaft seit Bestehen des Vereins in der NLB sowie in der NLA spielte, richteten die Clubverantwortlichen ihr Augenmerk auf die Nachwuchsförderung als Grundstein für einen Wiederaufstieg in die NLA. Die Teilnahme an internationalen Turnieren sollte dem Verein weitere Erfahrungen im Unihockeysport bringen. Bei der Chronologie kommt die Konstanz des UHC Köniz zum Vorschein. Die 1. Mannschaft gehörte seit der Gründung des Clubs zu den Spitzenteams im Schweizer Unihockey.

### Floorball Köniz
Am 27. März 1998 wurde die Fusion zwischen den beiden Vereinen UHC Köniz und UHC Lerbermatt Köniz zum neuen, während zwei Jahren vorbereiteten Verein Floorball Köniz vollzogen. Zur optimalen Vorbereitung wurde zwischenzeitlich ein dritter Verein (UFG Köniz; Unihockey Fusionsgemeinschaft) zur Auslagerung der Junioren gegründet. Der Verein wurde durch die ehemaligen Präsidenten Walter Gerber und Fabian Trees geführt. Am 20. März 1999 gewann Floorball Köniz als erste NLB-Mannschaft den Cupfinal in der Zürcher Saalsporthalle gegen die Hornets Bülach (NLA) und wurde Cupsieger bei den Herren. Am 17. April 1999 entschied die Mannschaft auch das zweite Aufstiegs-Play-off-Spiel für sich und stieg in die NLA auf. Floorball Köniz verlor während der Saison 1998/99 kein Pflichtspiel.
In der Saison 1999/2000 bestritt der Verein seine erste NLA-Saison. Diese begann mit einem Auswärtsspiel gegen das UHT Zäziwil (4:0) und endete mit einem Sieg gegen Torpedo Chur. Der angestrebte Ligaerhalt wurde mit dem siebten Schlussrang erreicht. Die Elite-Junioren stiegen in die höchste Spielklasse auf. In der darauffolgenden Spielzeit erreichte Floorball Köniz zum ersten Mal die Play-offs der besten vier und schied gegen den Meister UHC Rot-Weiss Chur aus dem Titelrennen aus. Die B-Junioren wurden Vize-Schweizermeister und die C-Junioren Schweizermeister.
In der Saison 2001/02 gelang es der Mannschaft nicht die Konstanz der vorhergehenden Saison zu erlangen und beendete die Spielzeit nach der Zwischenrunde auf dem sechsten Rang. Die Ära René Berliat ging mit seinem Engagement in Schweden zu Ende. Johan Östman wurde sein Nachfolger. Die Damen stiegen dank einem Tor in drei Spielen in die NLB auf. Die B-Junioren gewannen die Bronzemedaille. Eine Saison später erreichte die erste Mannschaft der Herren den Play-off-Halbfinal sowie die Cupfinals (Floorball Köniz – UHC Rot Weiss Chur 5:6 n. V.), die Elite-Junioren gewannen die Meisterschaft, die B-Inter ebenfalls und die C1-Junioren nahmen an der Endrunde teil. Die Damen schafften den Ligaerhalt in der NLB.
In der Saison 2003/04 erreichte die Mannschaft unter Trainer Johan Östman den Play-off-Halbfinal und schied gegen den Meister SV Wiler-Ersigen in drei Partien mit 6:4/7:2/5:4 aus. Die Elite-Junioren gewannen die Meisterschaft. Die Damen beendeten die Saison in der NLB auf dem achten Rang. In der folgenden Spielzeit verpasste es das Team von Trainer Patrick Pons im 18. Spiel gegen Langnau (damals noch unter dem Namen Zäziwil-Gauchern) sich für die Finalrunde zu qualifizieren (FBK:Zäziwil-Gauchern 8:9 n.V). Die Elite-Junioren wurden Schweizermeister. Die Damen beendeten die Saison auf Rang neun und stiegen in die 1. Liga ab.
In der Saison 2005/06 belegten die Herren in der ersten Spielzeit unter dem alten und neuen Trainer Berliat, welcher den Aufbau eines neuen Teams einleitete, den siebten Schlussrang und verpassten die Qualifikation für die Finalrunde. Die Elite-Junioren gewannen zum vierten Mal in Folge die Schweizer Meisterschaft. Die Damen beendeten die 1. Liga-Saison auf dem ersten Schlussrang und stiegen direkt in die NLB auf. In der darauffolgenden Spielzeit gewann David Blomberg die Scorerwertung mit 64 Punkten und führte das Team in die Finalrunde, in der sie die Play-offs auf dem fünften Schlussrang mit neun Punkten Rückstand verpassten. Die U21 schieden im Play-off-Halbfinal gegen den nachmaligen Meister (Chur Unihockey) aus. Die Damen beendeten die Saison auf dem zweiten Schlussrang.
In der Saison 2007/08 gelang der Herrenmannschaft unter Cheftrainer René Berliat die Qualifikation für die Play-off-Halbfinals (gegen die Unihockey Tigers). Die Könizer setzten sich mit 3:1-Siegen durch und qualifizierten sich für den Final gegen den SV Wiler-Ersigen, in dem sie mit 1:3-Siegen unterlagen. Im Cup erreichte das Team den Final und bezwang den SV Wiler-Ersigen mit 4:3 und gewann zum zweiten Mal den Schweizer Cup. Die U21 schieden als Qualifikationssieger im Playoff-Halbfinal gegen den SV Wiler-Ersigen aus. Die Damen stiegen in die 1. Liga ab. Nach Saisonende wurden die Vereinsfinanzen erfolgreich saniert. Mit dem Abgang von David Blomberg Ende 2007/08 verblieb als einziger ausländischer Spieler Daniel Calebsson. In der Saison 2008/09wurden erneut die Playoffs der besten vier erreicht.
Mit dem jungen David Jansson wurde auf die Saison 2009/2010 wieder ein schwedischer Headcoach verpflichtet. Assistiert wurde er von Christian Wahli, welcher seinerseits als Cheftrainer mehrmals den Schweizermeister-Titel mit den U21-Junioren erringen konnte. Aufgrund eines Moduswechsels seitens Swiss Unihockey wurden nach der regulären Saison erstmals Playoff-Viertelfinals in einer Best-off-7 Serie ausgetragen, welche aber gegen die Unihockey Tigers klar verloren ging. Dasselbe Schicksal ereignete sich eine Saison später, dabei spielte Floorball Köniz als einzige Mannschaft ohne ausländischen Verstärkungsspieler. David Jansson kehrte daraufhin als Headcoach von Pixbo Wallenstam IBK nach Schweden zurück, während Christian Wahli sein Erbe antrat und zum Headcoach befördert wurde. Unter der Leitung von René Berliat wurden die U21-Junioren verdient Schweizer Meister.
Die erste Saison verlief für den neuen Trainer Christian Wahli sowie die von AIK Stockholm nach Köniz transferierten Emanuel Antener und Fredrik Djurling ziemlich erfolgreich. Man beendete die reguläre Saison auf dem 4. Platz. In den Playoffs war aber wiederum bereits in den Viertelfinals Endstation, dieses Mal unterlag man Alligator Malans in der Serie 1:4. Die U21-Junioren konnten den Meistertitel souverän verteidigen. In der Saison 12/13 sollte das Playoff-Trauma endgültig besiegt werden. Die reguläre Saison wurde wiederum auf dem 4. Platz abgeschlossen. Nach zwei 4:2-Seriesiegen gegen die Unihockey Tigers und GC Unihockey unterlag man erst Alligator Malans und schloss so eine überaus erfolgreiche Saison als Vizemeister ab. Für die Saison 2013/2014 wurde erstmals ein tschechischer Headcoach verpflichtet. Tomas Trnavasky übernahm das schwere Erbe von Erfolgstrainer Christian Wahli.
In der Saison 2015/16 konnte Floorball Köniz die Qualifikation gewinnen. In Bern sicherte sich der Qualifikationssieger der laufenden Meisterschaft im Cupfinal mit einem ungefährdeten Sieg über die Grasshoppers den ersten Titelgewinn seit 2008. Die Partie endete mit 7ː3 für die Berner.
Die Saison 2016/2017 verlief, im Vergleich zur letzten Saison, nicht gleich gut. Denn die Qualifikationsrunde beendeten die Berner nur auf Rang 6 und mussten im Play-off-Viertelfinal gegen den Schweizermeister GC Unihockey ran. Dabei gewann Floorball Köniz zwar das erste Spiel der Best-Of-7 Serie, musste sich jedoch am Ende mit 2:4 geschlagen geben und flog somit bereits im Viertelfinal raus. Und auch im Cup verlief es nicht wie erhofft für die Berner. Sie konnten nicht überzeugen und verloren im Viertelfinal mit 4:5 gegen UHC Alligator Malans.
René Berliat qualifizierte sich in seiner letzten Saison mit Floorball Köniz für den Superfinal. Diesen gewann seine Mannschaft mit 5:2 über den SV Wiler-Ersigen und holt sich somit die erste Meisterschaft in der Vereinsgeschichte.
Nach dem Rücktritt von René Berliat nach der Saison 2017/18 wurde am 23. Januar 2018 sein Nachfolger Jyri Korsman bekanntgegeben.
In der Saison 2020/2021 gewann Floorball Köniz unter Trainer Jyri Korsmann den zweiten Meistertitel. Der Superfinal gegen den SV Wiler-Ersigen fand in Winterthur statt und endete mit 3:2.

## Erfolge
- Schweizer Meister: 2018, 2021
- Schweizer Cup: 1999, 2008, 2016 und 2023
- SuperCup: 2016, 2018

## Bekannte ehemalige Spieler
- Daniel Ahl  Schweden
- Peter Bigler  Schweiz
- Daniel Bill  Schweiz
- David Blomberg  Schweden
- Patrik Bodén  Schweden
- Daniel Calebson Schweden
- Fredrik Djurling Schweden
- Henrik Djurvall  Schweden
- Samuel Dunkel  Schweiz
- Marc Dysli  Schweiz
- Jonas Johnsson  Schweden
- Mathias Lindberg  Schweden
- Urban Mass  Schweden
- Anders Uhlin  Schweden
- Patrick Wermuth  Schweiz
- Erik Wiktorsson  Schweden
- Christian Kjellman  Schweden
- Emanuel Antener  Schweiz

## Trainer
- 1998–2002 René Berliat  Schweiz
- 2002–2004 Johan Östman  Schweden
- 2004–2005 Patrick Pons  Schweiz
- 2005–2009 René Berliat  Schweiz
- 2009–2011 David Jansson  Schweden
- 2011–2013 Christian Wahli  Schweiz
- 2013–2015 Tomas Trnavsky  Tschechoslowakei
- Januar 2015 Etienne Güngerich  Schweiz
- 2015–2018 René Berliat[5] Schweiz
- 2018–2023 Jyri Korsman  Finnland
- 2023 Etienne Güngerich  Schweiz
- seit 2023 Marcel Mader  Schweiz